# Вільгельм фон Малаховскі
Вільгельм Ганс Йоахім фон Малаховскі (нім. Wilhelm Hans Joachim von Malachowski; 6 червня 1914, Росток — 28 жовтня 1980, Кельн) — німецький офіцер, майор вермахту. Кавалер Лицарського хреста Залізного хреста з дубовим листям.

## Біографія
В 1935 році вступив у 27-й піхотний полк, але незабаром був переведений в 48-й артилерійський полк. Під час Польської і Французької кампаній командував 7-ою батареєю свого полку. 1 серпня 1940 року переведений в 189-й дивізіон штурмових гармат, 1 серпня 1941 року очолив 2-у батарею. Учасник Німецько-радянської війни, відзначився у боях під Ржевом. З кінця 1942 року — командир 228-го дивізіону штурмових гармат. Брав участь у наступі, метою якого була деблокада Сталінградського угруповання вермахту. В 1943 році переведений в училище штурмової артилерії в Бурзі. З 1 вересня 1944 року служив у Генштабі сухопутних військ.

## Звання
- Лейтенант (1 квітня 1937)
- Оберлейтенант (1 вересня 1939)
- Гауптман (1 березня 1942)
- Майор (30 квітня 1943)

## Нагороди
- Медаль «За вислугу років у Вермахті» 4-го класу (4 роки)
- Залізний хрест
  - 2-го класу (9 липня 1940)
  - 1-го класу (26 травня 1941)
- Нагрудний знак «За поранення»
  - в чорному (17 вересня 1941)
  - в сріблі (23 січня 1942)
  - в золоті (25 травня 1943)
- Нагрудний знак «За участь у загальних штурмових атаках» 1-го ступеня (23 вересня 1941)
- Лицарський хрест Залізного хреста з дубовим листям
  - лицарський хрест (30 січня 1942)
  - дубове листя (№ 206; 6 березня 1943)
- Медаль «За зимову кампанію на Сході 1941/42» (22 липня 1942)